# کاتاژینا اسکژینتسکا
کاتاژینا اسکژینتسکا (انگلیسی: Katarzyna Skrzynecka؛ زادهٔ ۳ دسامبر ۱۹۷۰) بازیگر اهل لهستان است.
از فیلم‌ها یا مجموعه‌های تلویزیونی که وی در آن‌ها نقش داشته‌است، می‌توان به شمش‌سازان، ورای تخت جراحی، اجاره‌نشین‌ها، پرستار کودک، در خوشی و سختی و در خیابان سپولنی اشاره نمود.